# Miguel de Vasconcelos
Miguel de Vasconcelos e Brito (1590-Lisboa, 1 de diciembre de 1640), señor de Morgado da Fonte Boa, fue un político portugués.
Fue Señor de la antigua Honra de Alvarenga y era de la baronía de los Lunas, familia de magistrados del siglo XVI oriunda de Viana do Castelo y de Paço de Sequeiros en Ponte de Lima.
Su pariente Diego Soares, valido del Conde-Duque de Olivares influyó para que Margarita de Saboya, Duquesa de Mantua fuera nombrada Virreina de Portugal, y él fue nombrado su Secretario de Estado, cargo que ocupó desde 1635 hasta el levantamiento del 1 de diciembre de 1640.
Su figura se torna odiosa para los portugueses, pues es quien aplica las políticas del Conde Duque de altos impuestos y demanda de tropas para los conflictos en que se ve envuelta España en esas fechas. El hecho de ser él mismo portugués hace que nobles y pueblo le califiquen de traidor.
Tras la proclamación de Felipe II como Felipe I de Portugal (la llamada en Portugal Tercera Dinastía o Dinastía Filipina), Portugal sigue manteniendo su autonomía administrativa y legislativa según el principio de unión dinástica aeque principaliter. Pero con el ascenso de Felipe IV, Portugal se ve arrastrado a conflictos que no considera como propios, lo que le ocasiona pérdidas comerciales, altos impuestos y bajas en sus ejércitos desplazados. De hecho la situación en el resto de España es similar con revueltas en Cataluña y Andalucía. Tras varios intentos fallidos, en el golpe de Estado de 1640 los rebeldes entran en el Palacio de Lisboa y sorprenden a Vasconcelos, que trata de ocultarse en un armario sin éxito, para ser defenestrado por la fachada del Palacio Real que da a la Plaza del Mercado de Lisboa muriendo.